# Djurasjön (Jälluntofta socken, Småland)
Djurasjön är en sjö i Hylte kommun i Småland och ingår i Nissans huvudavrinningsområde. Sjön har en area på 0,206 kvadratkilometer och ligger 164,3 meter över havet. Sjön avvattnas av vattendraget Färgån (Gussboån). Vid provfiske har abborre, braxen, gädda och mört fångats i sjön.

## Delavrinningsområde
Djurasjön ingår i det delavrinningsområde (632856-136421) som SMHI kallar för Inloppet i Jällunden. Medelhöjden är 177 meter över havet och ytan är 7,62 kvadratkilometer. Det finns ett avrinningsområde uppströms, och räknas det in blir den ackumulerade arean 12,59 kvadratkilometer. Färgån (Gussboån) som avvattnar avrinningsområdet har biflödesordning 2, vilket innebär att vattnet flödar genom totalt 2 vattendrag innan det når havet efter 84 kilometer. Avrinningsområdet består mestadels av skog (80 procent). Avrinningsområdet har 0,63 kvadratkilometer vattenytor vilket ger det en sjöprocent på 8,2 procent.